# Burg Rothenburg (Bodensee)
Die Burg Rothenburg ist eine abgegangene Höhenburg am Hang an der Ostspitze des Spittelsberges 650 Meter westsüdwestlich der Kirche von Ludwigshafen, einem heutigen Ortsteil der Gemeinde Bodman-Ludwigshafen im Landkreis Konstanz in Baden-Württemberg.
Von der vermuteten ehemaligen Burganlage ist nichts erhalten.